# Susan Bandecchi
Susan Bandecchi (1 juli 1998) is een tennisspeelster uit Zwitserland. Zij begon op vijfjarige leeftijd met het spelen van tennis.

## Loopbaan
Sinds 2013 speelt Bandecchi op het professionele circuit, voornamelijk op ITF-toernooien.
In 2017 won zij haar eerste ITF-toernooi in Caslano (Zwitserland), samen met landgenote Lisa Sabino.
In november 2019 had Bandecchi haar WTA-debuut op het toernooi van Taipei, waar zij zowel in het enkel- als in het dubbelspel deelnam.
In 2020 won Bandecchi in het enkelspel het ITF-toernooi van Lousada (Portugal), door de Nederlandse Arianne Hartono te verslaan. Samen met de Belgische Lara Salden won zij in Lousada ook de dubbelspeltitel.
In juli 2021 won Bandecchi haar eerste WTA-titel, op het dubbelspeltoernooi van Lausanne samen met landgenote Simona Waltert.
In februari 2022 kwam zij binnen op de top 150 van het dubbelspel.

## Posities op deWTA-ranglijst
Positie per einde seizoen:
| jaar | rang enkelspel | rang dubbelspel |
| ---- | -------------- | --------------- |
| 2016 | 1065           | –               |
| 2017 | 696            | 1080            |
| 2018 | 498            | 1279            |
| 2019 | 301            | 527             |
| 2020 | 279            | 530             |
| 2021 | 194            | 176             |

## Palmares
| Legenda                 |
| ----------------------- |
| Grandslamtoernooi       |
| Olympische Spelen       |
| Year-End Championships  |
| Premier Mandatory       |
| Premier Five / WTA 1000 |
| Premier / WTA 500       |
| International / WTA 250 |
| Challenger / WTA 125    |

### WTA-finaleplaatsen enkelspel
geen

### WTA-finaleplaatsen vrouwendubbelspel
| nr.              | finale     | toernooi     | ondergrond | partner        | tegenstandsters                           | score            |         |
| ---------------- | ---------- | ------------ | ---------- | -------------- | ----------------------------------------- | ---------------- | ------- |
| gewonnen finales |            |              |            |                |                                           |                  |         |
| 1.               | 2021-07-18 | WTA Lausanne | gravel     | Simona Waltert | Ulrikke Eikeri Valentini Grammatikopoulou | 6-3, 6-7, [10-5] | details |
| verloren finales |            |              |            |                |                                           |                  |         |
| geen             |            |              |            |                |                                           |                  |         |

### Gewonnen ITF-toernooien enkelspel
| nr. | finale     | toernooi | dotatie  | ondergrond    | tegenstandster in finale | score         |
| --- | ---------- | -------- | -------- | ------------- | ------------------------ | ------------- |
| 1.  | 2017-09-03 | Sion     | $ 15.000 | gravel        | Kristina Milenkovic      | 6-2, 6-3      |
| 2.  | 2019-06-16 | Akko     | $ 25.000 | hardcourt     | Julia Glushko            | 6-4, 6-2      |
| 3.  | 2020-11-01 | Lousada  | $ 15.000 | hardcourt (i) | Arianne Hartono          | 7-6, 2-6, 6-2 |
| 4.  | 2021-11-28 | Ortisei  | $ 25.000 | hardcourt (i) | Karman Thandi            | 6-4, 6-4      |

### Gewonnen ITF-toernooien dubbelspel
| nr. | finale     | toernooi | dotatie  | ondergrond    | partner     | tegenstandsters in finale             | score    |
| --- | ---------- | -------- | -------- | ------------- | ----------- | ------------------------------------- | -------- |
| 1.  | 2017-08-25 | Caslano  | $ 15.000 | gravel        | Lisa Sabino | Chiara Giaquinta Maria Aurelia Scotti | 6-1, 6-2 |
| 2.  | 2020-10-31 | Lousada  | $ 15.000 | hardcourt (i) | Lara Salden | Claudia Giovine Angelica Moratelli    | 6-4, 6-3 |